# Полиця (Накло)
Полиця (словен. Polica) — поселення в общині Накло, Горенський регіон, Словенія. Висота над рівнем моря: 404,4 м.